# Kenny Cresswell
Kenneth „Kenny“ Grant Cresswell (* 4. Juni 1958 in Invercargill) ist ein ehemaliger neuseeländischer Fußballspieler. Er nahm mit der neuseeländischen Nationalmannschaft an der Fußball-Weltmeisterschaft 1982 teil.

## Vereinskarriere
Cresswell spielte auf Vereinsebene für die Klubs Nelson United AFC und Gisborne City AFC. Mit Nelson gewann er 1977 den Chatham Cup und mit Gisborne 1984 die neuseeländische Meisterschaft sowie 1987 erneut den Chatham Cup.

## Nationalmannschaft
Zwischen 1978 und 1987 bestritt Cresswell 33 Spiele für die neuseeländische Nationalmannschaft, in denen er zwei Tore erzielte.
Cresswell debütierte am 1. Oktober 1978 beim 2:0 der „All Whites“ gegen Singapur. Nach erfolgreicher Qualifikation für die Weltmeisterschaft 1982 in Spanien wurde er in das neuseeländische Aufgebot berufen. Cresswell bestritt alle drei Spiele der Gruppenphase gegen Schottland, die Sowjetunion und Brasilien. Nach drei Niederlagen schied Neuseeland am Ende der Vorrunde aus dem Turnier aus.

## Erfolge
- Neuseeländische Meisterschaft: 1984
- Chatham Cup: 1977 und 1987